# Seznam narodnih herojev Jugoslavije (A)
Seznam narodnih herojev Jugoslavije, katerih priimki se začnejo na črko A.

## Seznam
- Stjepan Abrlić Steva (1914–1943), za narodnega heroja proglašen 9. oktobra 1953.
- Viktor Avbelj (1914–1991), z redom narodnega heroja odlikovan 20. decembra 1951.
- Franc Avbelj (1917–1993), z redom narodnega heroja odlikovan 13. septembra 1952.
- Zejnel Ajdini (1910–1942), za narodnega heroja proglašen 9. oktobra 1953.
- Vlada Aksentijević (1916–1942), za narodnega heroja proglašen 14. decembra 1949.
- Nisim Albahari (1916–1992), z redom narodnega heroja odlikovan 27. novembra 1953.
- Veljko Aleksić (1913–1943), za narodnega heroja proglašen 20. decembra 1951.
- Jelisaveta Andrejević Aneta (1923–1943), za narodnega heroja proglašena 9. oktobra 1953.
- Tadija Andrić (1917–1942), za narodnega heroja proglašen 27. novembra 1953.
- Niko Anđus (1912–1944), za narodnega heroja proglašen 27. novembra 1953.
- Vicko Antić (1912–1999), z redom narodnega heroja odlikovan 27. novembra 1953.
- Josip Antolović (1916–1999), z redom narodnega heroja odlikovan 20. decembra 1951.
- Milan Antončić Velebit (1918–1997), z redom narodnega heroja odlikovan 20. decembra 1951.
- Ilija Antunović (1919–2005), z redom narodnega heroja odlikovan 23. julija 1952.
- Rista Antunović Baja (1917–1998), z redom narodnega heroja odlikovan 6. julija 1953.
- Tadija Anušić (1896–1942), za narodnega heroja proglašen 20. decembra 1951.
- Mihailo Apostolski (1906–1987), z redom narodnega heroja odlikovan 9. oktobra 1953.
- Mirko Arsenijević (1915–1944), za narodnega heroja proglašen 9. oktobra 1953.
- Borko Arsenić (1917–1981), z redom narodnega heroja odlikovan 27. novembra 1953.
- Ljupčo Arsov (1910–1986), z redom narodnega heroja odlikovan 27. novembra 1953.
- Muharem Asović (1912–1943), za narodnega heroja proglašen 10. julija 1953.
- Kiro Atanasovski (1923–1944), za narodnega heroja proglašen 20. decembra 1951.
- Mirče Acev (1915–1944), za narodnega heroja proglašen 29. julija 1945.
- Vera Aceva (1919–2006), z redom narodnega heroja odlikovana 27. novembra 1953.
- Božidar Adžija (1890–1941), za narodnega heroja proglašen 26. julija 1945.